# Charles Dickinson
Pour les articles homonymes, voir Dickinson.
Charles Dickinson, né le 4 juin 1951 à Chicago dans l'Illinois, est un écrivain américain de science-fiction.

## Œuvres

### Romans
- (en) Waltz in Marathon, Knopf, 1983
- (en) Crows, Knopf, 1985
- (en) The Widows' Adventures, William Morrow and Company, 1989
- (en) Rumor Has It, William Morrow and Company, 1991
- Quinze minutes, Joëlle Losfeld, 2006 ((en) A Shortcut in Time, Forge, 2003)
- (en) A Family in Time, 2012

### Recueil de nouvelles
- (en) With or Without, Avon, 1993